# Eredivisie (Badminton)
De Eredivisie im Badminton ist die höchste Mannschafts-Spielklasse in den Niederlanden, wobei der niederländische Mannschaftsmeister ermittelt wird. Die Meisterschaft wird seit der Saison 1957/58 ausgetragen. Der BC Drop Shot war der erste Titelträger. In den mehr als 50 Jahren des Bestehens der Liga wechselte die Bezeichnung mehrfach.  Von 1998/99 an hieß die Liga Big Boss Topliga, von 2003/04 an Big Boss Liga. 2007/2008 nannte sich der Wettbewerb Multimate Liga und von 2008/2009 an Eredivisie.

## Sieger
| - 1957/58 BC Drop Shot - 1958/59 Vedo - 1959/60 BC Drop Shot - 1960/61 Vedo - 1961/62 BC Drop Shot - 1962/63 De Kortenaer - 1963/64 Nijmegen - 1964/65 BC Duinwijck - 1965/66 BC Duinwijck - 1966/67 BC Duinwijck - 1967/68 BC Duinwijck - 1968/69 BC Duinwijck - 1969/70 BC Duinwijck - 1970/71 BC Duinwijck - 1971/72 BC Duinwijck - 1972/73 BC Duinwijck - 1973/74 BC Duinwijck - 1974/75 BC Duinwijck - 1975/76 BC Duinwijck - 1976/77 BC Duinwijck - 1977/78 BC Duinwijck - 1978/79 BC Duinwijck - 1979/80 BC Duinwijck | - 1980/81 BC Duinwijck - 1981/82 BC Duinwijck - 1982/83 BC Duinwijck - 1984/85 Kawasaki Velo - 1985/86 BC Duinwijck - 1986/87 Nashua Duinwijck - 1987/88 VELO - 1988/89 VELO - 1989/90 VELO - 1990/91 Royal Canin/BCH - 1991/92 Royal Canin/BCH - 1992/93 AA Drink/BCN - 1993/94 AA Drink/BCN - 1994/95 AA Drink/BCN - 1995/96 Chip Market/BCN - 1996/97 BCO Inproba - 1997/98 Chip Market/BCN - 1998/99 BV Van Zijderveld - 1999/00 Conservatrix/Velo - 2000/01 BV Van Zijderveld - 2001/02 BC Amersfoort - 2002/03 BC Amersfoort - 2003/04 Conservatrix/Velo | - 2004/05 BC Amersfoort - 2005/06 Van Zundert/Velo - 2006/07 BC Amersfoort - 2007/08 BC Amersfoort - 2008/09 BC Duinwijck - 2009/10 Van Zundert/Velo - 2010/11 BC Duinwijck - 2011/12 Van Zundert/Velo - 2012/13 BC Amersfoort - 2013/14 Van Zundert/Velo - 2014/15 BC DKC - 2015/16 Van Zundert/Velo - 2016/17 Van Zundert/Velo - 2017/18 BC Duinwijck - 2018/19 BC Duinwijck - 2019/20 AviAir Almere - 2020/21 kein Meister (BC Drop Shot Sieger Vorrunde) - 2021/22 BC Duinwijck - 2022/23 BC Duinwijck - 2023/24 Dunlop-DKC - 2024/25 - 2025/26 |